# Oseček
Oseček (deutsch Klein Wossek, auch Woseczek) ist eine Gemeinde in Tschechien. Sie liegt fünf Kilometer südöstlich von Poděbrady und gehört zum Okres Kolín.

## Geographie

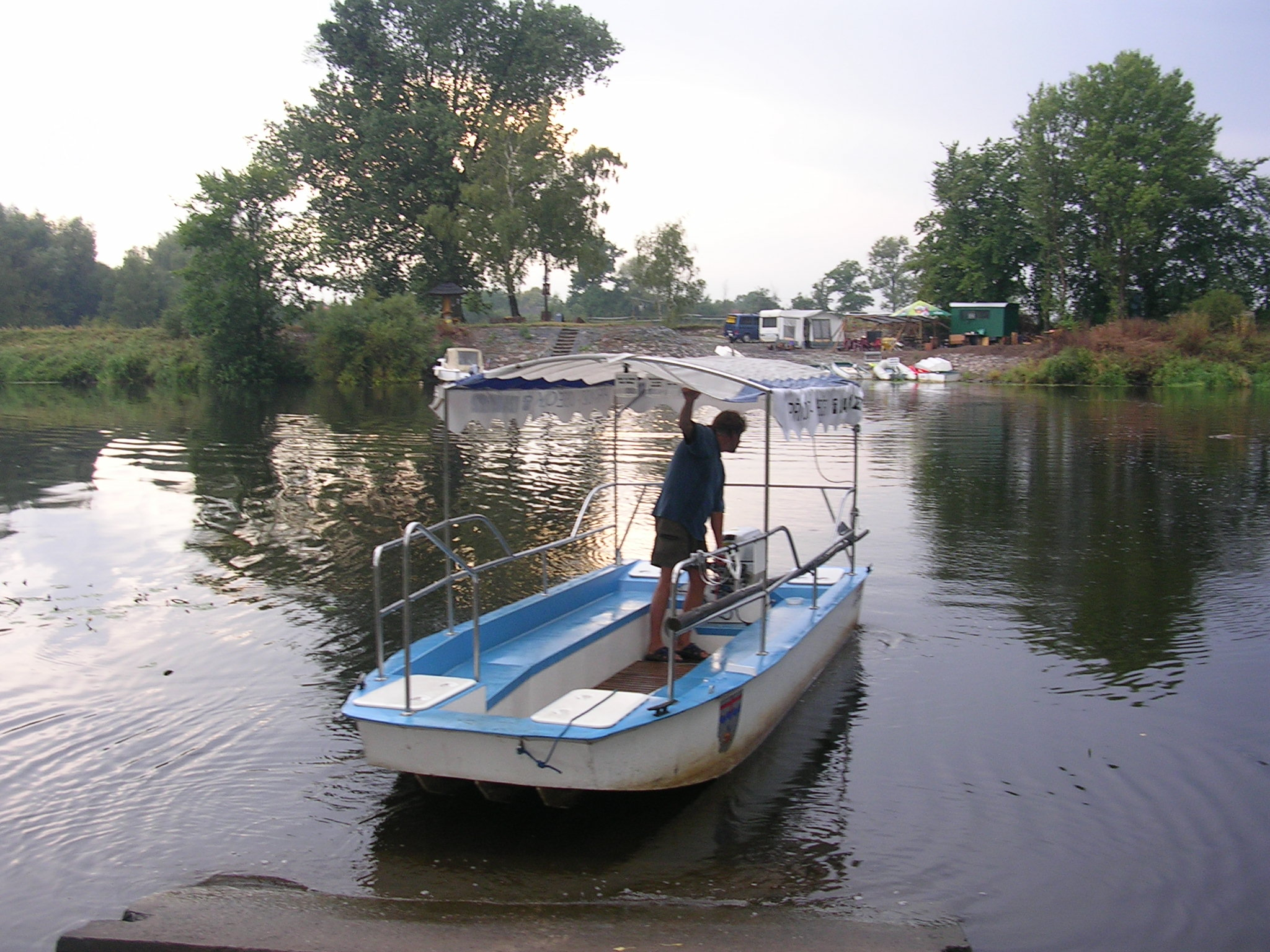
Die Fähre von Oseček

Oseček befindet sich oberhalb der Einmündung der Cidlina am linken Ufer der Elbe auf der Ostböhmischen Tafel. Durch das Dorf führt die Staatsstraße 38 zwischen Nymburk und Kolín. Östlich liegt in den Elbauen der zum Naturschutzgebiet erklärte Auwald Libický luh, nordwestlich die Osečeker Düne. Nördlich verläuft die Trasse der Autobahn D 11/Europastraße 67, im Nordosten befindet sich die Abfahrt 39 Poděbrady-jih. Westlich von Oseček verlaufen die Gleise des großen Versuchsringes von Velim. Im Osten besteht eine Fährverbindung nach Velký Osek.
Nachbarorte sind Sanspareil und Choťánky im Norden, Libice nad Cidlinou im Nordosten, Na Přívoze und Velký Osek im Osten, Veltruby im Südosten, Pňov im Süden, Klipec im Südwesten, Sokoleč im Westen sowie Kluk im Nordwesten.

## Geschichte
Die erste schriftliche Erwähnung des in den linken Elbauen gelegenen Fischerdorfes erfolgte im Jahre 1227. Seit dem 16. Jahrhundert gehörte das Dorf zur Herrschaft Poděbrady.
Nach der Aufhebung der Patrimonialherrschaften bildete Voseček/Klein Wossek ab 1850 eine Gemeinde im Bezirk Poděbrady. 1952 wurden die Flussregulierungsarbeiten an der Elbe abgeschlossen. Seit dem 1. Januar 1961 gehört die Gemeinde zum Okres Nymburk. 1963 wurde westlich des Dorfes der Versuchsring Velim in Betrieb genommen. Im Jahre 1980 wurde Oseček nach Pňov-Předhradí eingemeindet. Seit 1992 besteht die Gemeinde wieder.

## Gemeindegliederung
Für die Gemeinde Oseček sind keine Ortsteile ausgewiesen. Zu Oseček gehört die rechtselbische Ansiedlung Na Přívoze (Überfuhr).

## Sehenswürdigkeiten
- Naturschutzgebiet Düne von Oseček (Písečný přesyp u Osečka, auch Polabská sahara), nordwestlich des Dorfes
- Naturschutzgebiet Libický luh, Auwaldgebiet rechtselbisch gegenüber dem Dorf